# هنري فيرناند دينتز
هنري فيرناند دينتز (بالفرنسي:Henri Fernand Dentz)، جنرال في الجيش الفرنسي، وآخر مفوض سامي فرنسي على سوريا ولبنان من ديسمبر 1940	إلى فبراير 1942، وكان ممثلا لنظام فيشي خلال الحرب العالمية الثانية.
وهو من مواليد ديسمبر 1881 في رون-Roanne (منطقة في جنوب شرق فرنسا)، توفي في سجن فرين-Fresnes (جنوب باريس)، في 13 ديسمبر 1945.

## سيرته
دخل المدرسة الحربية في سان سير (Saint-Cyr) في العام 1900 وكان الأول على دفعته عند التخرّج، شارك في الحرب العالمية الأولى وتم تعيينه في قيادة فرقة المشاة الخامسة الفرنسية.

ما بين الحربين، خدم على نطاق واسع في منطقة الشرق الأوسط، وتولى منصب رئيس جهاز المخابرات في سوريا ولبنان (1920-1923).

في العام 1940 وبينما كان يقود إحدى الكتائب في الإلزاس، تلقى أمرا بالعودة إلى باريس وأصبح الحاكم العسكري فيها، وظل في باريس حتى سقوطها في يد الألمان، وكان من مؤيدي الهدنة مع الألمان فانضمّ إلى جماعة حكومة فيشي. ويتهمه البعض بالتواطؤ في تسليم باريس للألمان.

## في لبنان وسوريا
في نوفمبر من العام 1940، تم تعيينه من قبل حكومة فيشي كمفوّض سامي فرنسي على سوريا ولبنان، ولكن تحت إمرة الأدميرال دارلان، فساعد ذلك قيادة القوات الألماني بتغذية الثورة العراقية ضد البريطانيين حيث مرر قطارين من الأسلحة الفرنسية من سوريا إلى العراق في الحرب الأنجلو-عراقية. وبالإضافة إلى ذلك سمح لحوالي 70 طائرة عسكرية ألمانية، بعد أن عدّلت ألوانها لتشبه ألوان الطائرات الفرنسية بالمرور من خلال سوريا ولبنان.

عاد إلى فرنسا بعد فترة وجيزة، وذلك بعد بلوغه الحد الأدنى لسن التقاعد في العام 1943.

## محاكمته ووفاته
بعد تحرير فرنسا من الألمان، وُجّهت إليه في 4 أبريل 1945 تهمة مساعدة العدو وحكم عليه بالإعدام من قبل محكمة العدل العليا في 20 نيسان 1945. ثم خفف الجنرال ديغول إلى السجن مدى الحياة. تدهورت حالته الصحية بسرعة بعد ذلك وقيل إنه توفي في السجن يوم 13 ديسمبر 1945.